# Pedro Ramón y Cajal
Pedro Ramón y Cajal (Larrés, Osca, 24 d'octubre de 1854 - Saragossa, 10 de desembre de 1951) va ser un metge i esperantista aragonès. Germà del científic i Premi Nobel Santiago Ramón y Cajal.

## Biografia
D'esperit aventurer, de jove va viure a Bordeus, a Uruguai i a la Pampa argentina. Allà va ser ferit i li restarà una cicatriu al tòrax durant tota la vida. Al cap de set anys, va tornar dels seus viatges i va prosseguir els interromputs estudis fins a obtenir la llicenciatura de medicina a Saragossa. Va exercir com a metge a l'Almolda (1881-1885) i a Fuendejalón (1885-1888), dues poblacions de la província de Saragossa.
Decidit a fer carrera acadèmica, la seva tesi doctoral tractà l'estudi histològic comparat dels centres òptics de diferents vertebrats, que va defensar el 1890. Al cap de poc temps va guanyar la plaça de catedràtic d'histologia i anatomia patològica de Cadis (1896-1899), on treballà amb Juan Gilabert Burriel, i d'altres investigadors, com Galatrigo, Alsina o Navarro, creant una inicipient ciència histològica espanyola. Fruit d'aquesta època van ser diversos treballs microscòpics, que van ser elogiats pel seu germà Santiago. Posteriorment tornà a Saragossa, com a titular de la càtedra d'obstetrícia.
Pedro Ramón y Cajal va publicar un gran nombre d'articles en revistes científiques, alguns d'enorme vàlua histològica. Entre ells, va fer estudis sobre l'encèfal dels rèptils, els centres òptics en les aus, el lòbul òptic dels teleostis, el cos estriat en els batracis, l'origen del nervi mastegador en les aus, les cèl·lules piramidals cerebrals i l'epiteli fol·licular de l'ovari o les febres de Malta (febre mediterrània) a Aragó. Contribuí a crear i mantenir la revista La Clínica Moderna (1902-1917), editada per la Facultat de Medicina de Saragossa. Una de les seves obres més conegudes és "El cervell dels batracis". Juntament amb el seu germà Santiago, el 1902 va guanyar el Premi Martínez y Molina, pel treball Centros sensoriales en el hombre y los animales.
Va ser President de la Reial Societat Espanyola d'Història Natural, Acadèmic Numerari de la Reial de Medicina, president d'honor d'aquesta, medalla d'Or de la ciutat de Saragossa, Premi de l'Acadèmia Imperial de Moscou i membre de l'Acadèmia de Ciències de Bolonya.
També va ser un actiu promotor de la llengua auxiliar internacional esperanto. Va ser un dels fundadors de la societat aragonesa d'esperanto "Frateco" de Saragossa.

## Obres
- "Notas preventivas sobre la estructura de los centros nerviosos". Gaceta Sanitaria de Barcelona. 1890; 3: 10–18. Disponible a: https://ddd.uab.cat/pub/gacsanbar/gacsanbar_a1890m9n1@ahcb.pdf
- Algunas reflexiones sobre la doctrina de la evolución de los corpúsculos piramidales del cerebro en la escala de los vertebrados. "Revista de la Sociedad Ibérica de Ciencias Naturales (Zaragoza). 1938; 36:7–15.
- "Origen del nervio masticador en las aves, reptiles y batracios." Trabajos del Laboratorio de Investigación Biológica de la Universidad de Madrid. 1904;3:153–62.
- Nuevo estudio del encéfalo de los reptiles. Madrid: Imprenta de Nicolás Moya; 1919. p. 1–25.
- "El cerebro de los batracios." Trabajos del Instituto Cajal (Madrid). 1946; 38:41–111.